# Ivan Cattrysse
Ivan Cattrysse (De Haan, 16 mei 1945-2 oktober 2024) is een Belgische politicus en voormalig burgemeester van De Haan.

## Biografie
Ivan Cattryse stapte in 1971 mee in de fietsenzaak van vader, tot zijn zoon Rudi in 1999 de zaak overnam.
Hij ging in de gemeentepolitiek in Klemskerke. Hij nam er in 1970 deel aan de verkiezingen en werd verkozen als gemeenteraadslid. In 1977 werd Klemskerke een deelgemeente van De Haan. Cattrysse werd verkozen als schepen van de fusiegemeente. Begin 1986 volgde hij Marcel Meyers op als burgemeester. Cattrysse werd bij de volgende verkiezingen telkens herkozen als burgemeester, tot hij tijdens zijn legislatuur in 2005 aftrad. Begin 2010 lag Cattrysse een tijd in coma nadat hij een beroerte had gekregen achter het stuur, maar is ondertussen hersteld. Zijn zoon Rudi Cattryse is sinds 2013 schepen van burgerlijke stand, cultuur en bibliotheek in De Haan voor Bewust '12. Sinds 2019 is hij Eerste Schepen voor Open & N-VA.